# إبراهيم صرصور
الشيخ إبراهيم عبد الله صرصور (بالعبرية: אבראהים צרצור‏) ، رئيس سابق للشق الجنوبي من الحركة الإسلامية وهو عضو الكنيست الإسرائيلي.
- رئيس الحركة الإسلامية الجنوبية في مناطق ال 48
- مرشح على القائمة العربية الموحدة والعربية للتغيير
- خريج جامعة بار إيلان في الأدب واللغة الإنجليزية
- رئيس المجلس المحلي كفر قاسم لدورتين بين أعوام 1989-1998
- رئيس الحركة الإسلامية في الداخل الفلسطيني منذ عام 1998 وحتى اليوم، وقبل ذلك كان ناطقا باسم الحركة الإسلامية.

## سيرة حياته
ولد صرصور في كفر قاسم، ودرس الأدب الإنجليزي واللغويات الإنجليزية في جامعة بار إيلان خلال السبعينيات. أصبح عضواً في مجلس كفر قاسم عام 1989، وخدم فيه حتى أصبح رئيساً للفصيل الجنوبي للحركة الإسلامية عام 1999. كما أصبح أحد رؤساء المتابعة العليا- اللجنة العليا للمواطنين العرب في إسرائيل.
في انتخابات عام 2006 انتخب عضوًا في الكنيست. وتحدث علناً ضد اجتماع للمثليات العربيات في عام 2007، وأصدر بياناً قال فيه إن «جميع الأشخاص المحترمين من جميع المجتمعات والتيارات، يقفون ضد الدعوة للانحراف الجنسي بين نسائنا وفتياتنا». كما زعم أنه لا يوجد مثليون جنسياً في المجتمع المسلم. في أعقاب غارة جوية إسرائيلية على قطاع غزة أسفرت عن مقتل امرأة وأطفالها الأربعة في نيسان / أبريل 2008، قارن أفعال إسرائيل بتلك التي ارتكبها النازيون: «إن قتل إسرائيل للأبرياء يذكرنا ببعض الأوقات العصيبة للغاية، بما في ذلك النازيين.»
في نيسان 2010 خسر صرصور في انتخابات الفرع الجنوبي للشيخ حماد أبو دعابس. وحصل أبو دعابس على 192 صوتاً بينما حصل صرصور على 142 صوتاً.
أعيد انتخاب صرصور في عام 2009. في خطاب ألقاه في يونيو 2011 أشاد بحزب الله «لهزيمة» إسرائيل ودعاً إلى إقامة خلافة جديدة وعاصمتها القدس.
أعيد انتخابه مرة أخرى في عام 2013. في وقت لاحق من العام وقع على عريضة مع 105 أعضاء آخرين في الكنيست تطالب بالإفراج عن اليهودي الأمريكي جوناثان بولارد، الذي تسجنه الولايات المتحدة بتهمة التجسس لصالح إسرائيل. ونقل عن صرصور قوله إنه «شعر بعلاقة عاطفية مع بولارد عندما سمع عن الظروف التي يعيش فيها»، وقارن معاملة بولارد بمعاملة السجناء الفلسطينيين في السجون الإسرائيلية.
تقاعد صرصور من الحياة السياسية قبل انتخابات عام 2015، وحصل على المركز 119 الرمزي في القائمة المشتركة، وتحالف حداش والعديد من الأحزاب العربية. وخلفه مسعود غنايم في زعامة الحزب.

## وصلات خارجية
- إبراهيم صرصور من موقع إسلام أون لاين
- الموقع الرسمي للحركة الإسلامية في الداخل الفلسطيني 48
- رؤية لتوحيد جناحي الحركة الإسلامية لعرب 1948[وصلة مكسورة]، الشيخ إبراهيم عبد الله - رئيس الحركة الإسلامية - في الداخل الفلسطيني، موقع الحركة الإسلامية
- الحركة الأسلامية – فلسطين 48 : نظرة من الداخل[وصلة مكسورة]، الشيخ إبراهيم عبد الله - رئيس الحركة الإسلامية، موقع الحركة
- فلسطينيو 48 وخطر يهودية الدولة على يوتيوب، برنامج مباشر مع، قناة الجزيرة مباشر، يوتيوب، 20 يوليو 2009
- الحركة الإسلامية في إسرائيل والكنيست: الشيخ صرصور: خوض الانتخابات الإسرائيلية «ضرورة شرعية»، إسلام أون لاين، 19 يناير 2003